# Pseudocleobis bardensis
Espèce
Pseudocleobis bardensis est une espèce de solifuges de la famille des Ammotrechidae.

## Distribution
Cette espèce est endémique de la province de Mendoza en Argentine,. Elle se rencontre vers Malargüe et Yaucha.

## Description
Le mâle décrit par Iuri et Iglesias en 2022 mesure 7,91 mm et la femelle 8,35 mm.

## Systématique et taxinomie
Cette espèce a été décrite par Maury en 1976.

## Étymologie
Son nom d'espèce, composé de bard[a] et du suffixe latin -ensis, « qui vit dans, qui habite », lui a été donné en référence au lieu de sa découverte, Bardas Blancas.

## Publication originale
- Maury, 1976 : « Nuevos solifugos Ammotrechidae de la Argentina (Arachnida, Solifugae). » Physis, Section C, vol. 35, no 90, p. 87-104.